# Kanton Saint-Paul-5
Kanton Saint-Paul-5 (francouzsky Canton de Saint-Paul-5) byl francouzský kanton v departementu Réunion v regionu Réunion. Tvořila ho pouze část města Saint-Paul. Zrušen byl při reformě francouzských kantonů v roce 2014.